# عمر مختار
عُمر مُختار (نام کامل به عربی: عُمَر الْمُخْتَار مُحَمَّد بِن فَرْحَات الْمَنِفِی) معلم قرآن و فرمانده مبارزات مردمی لیبی در برابر نیروهای ایتالیایی در سال ۱۹۳۱ بود. او پس از شکست در آخرین نبرد مردم لیبی، توسط ارتش ایتالیا دستگیر و در دادگاه‌نظامی و در شهر سلوق درمقابل طرفداران خودش به دار آویخته شد.
عُمَر مختار در دهکدهٔ کوچک زانزور در نزدیکی طبرق در برقه شرقی لیبی متولد شد. او از سال ۱۹۱۲ به‌مدت ۲۰ سال مقاومت ملی مردم لیبی را علیه استعمارگران ایتالیایی سازمان‌دهی نمود. در لیبی از وی به عنوان «قهرمان ملی» یاد می‌شود. وی مدتی رهبر طریقت سنوسیه بود.
پس از اعدام، بسیاری از افراد به تحسین او پرداختند. این خبر که او برای کشور و دین خودش، لیبی و اسلام می‌جنگد، توجه بسیاری از مسلمانان و اعرابی که آن زمان درگیر جنگ و محاربه با حکومت‌های اروپایی بودند را جلب کرد. همچنین سر وی بر روی چوبه دار، همدلی افراد بسیاری را از شرق و غرب جهان را برانگیخت و تعدادی از شاعران مشهور از اعدام وی ابراز تأسف کردند. در سال ۱۹۸۱ در فیلمی با عنوان «شیرِ صحرا» به کارگردانی مصطفی عقاد، به شخصیت وی پرداخته شد که در آن آنتونی کوئین، بازیگر مکزیکی_آمریکایی، نقش عمر مختار را ایفا کرد.

## اوایل زندگی
عُمر مختار در سال ۱۸۵۸ در زاویات جنزور در نزدیکی طبرق در ناحیه برقه (واقع در شمال شرق لیبی امروزی) متولدشد. این منطقه در آن دوران جزئی از قلمرو امپراتوری عثمانی و تحت سلطه اِدریسَ السِّنوسی، رهبر قبیلهٔ سنوسی، از طوایف مهم لیبی بود.
عمر مختار پدر خود را در همان دوران کودکی از دست داد. پدرش که در راه سفر به شهر مکه برای حج تمتع بیمار شده بود، از همدم خود احمد الغریانی (برادر زاویات جنزور) خواست که به برادرش اعلام کند که بزرگ کردن دو پسرش، عمر و محمد را به او سپرده است. احمد الغریانی پس از بازگشت از حج، بلافاصله نزد برادرش حسین، رهبر سیاسی و مذهبی در برقه یا کیرنایکا (انگلیسی: Cyrenaica) رفت و ماجرا را برای او توضیح داد. حسین بدون هیچ‌گونه تردیدی درخواست را قبول کرده و سرپرستی آن دو را بر عهده گرفت.
عمر مختار آموزش ابتدایی خود را در مسجد محلی گذراند و سپس به مدت هشت سال مشغول به تحصیل در دانشگاه سنوسی (انگلیسی: Senussi) در الجغوب شد، که مقر جنبش سنوسی بود. و اسمش را برای تعلیم قرآن و شریعت، در مدرسهٔ دینی زاویات ثبت کرد. سپس عمر مختار برای تکمیل مراحل تحصیلی، به‌مدت هشت سال به دانشگاه سنوسی واقع در الجغبوب رفت.
عمر مختار به سبب مطالعات و مباحثاتش با افراد مختلف، اطلاعات بسیار وسیعی از محیط اطراف خود داشت. از شناخت مسیرهای صحرایی از ناحیهٔ برقه به مصر، سودان، چاد و… گرفته تا شناخت خواص گیاهان محلی، سلسله مراتب طوایفی و نیز نحوه نشانه‌گذاری طوایف بر روی دام‌های خود. او یتیمی بود که مردم را به مهربانی و خواندن قرآن تشویق می‌کرد و در زمینهٔ مباحث دینی متخصص و از ساختار اجتماعی قبایل و جامعه‌اش مطلع بود؛ به همین دلیل وی به‌عنوان میانجی برای حل مشکلات و درگیری‌های بین قبیله‌ای انتخاب شد. او در دوران حضورش در الجغبوب، رابطهٔ محکمی با جنبش سنوسی‌ها برقرار کرد. در سال ۱۸۹۵، همراه با المهدی سنوسی به الکفرة و یک بار دیگر به کارو در غرب سودان سفر کرد که در آنجا از وی به عنوان زاویة عین کلک یاد شد. در سال ۱۸۹۹ همراه با دیگر سنوسی‌ها برای کمک به ربیح الزبیر (انگلیسی: Rabih Az-Zubayre) در مقاومت در برابر فرانسوی‌ها به چاد فرستاده‌شد.

## مبارزه با ایتالیایی‌ها
در اکتبر سال ۱۹۱۱، ایتالیا به امپراتوری عثمانی اعلان جنگ داد. در ۱۹ اکتبر مصادف با چهارم شوال سال ۱۳۲۹ هجری قمری، نیروی دریایی سلطنتی ایتالیا (به ایتالیایی: Regia Marina) تحت فرماندهی آدمیرال لوئیجی فاراولی به سواحل لیبی رسید. آن‌ها نیروهای خود را در شهر ساحلی بنغازی، شمال سورنائیکا مستقر کردند. در همین زمان عمر مختار در دیدار از سنوسی‌ها در شهر کوفر در قلب کویر بود، و هنگامی که از آنجا بازگشت در مسیر خود به واحه گالو منتقل شد و در آن خبر نزول ایتالیایی‌ها را شنید، بنابراین او به سرعت به زاویات القصور بازگشت تا افراد خود را از قبایل ابائید و هزاره با خود همراه کند. در ابتدا عمر مختار اردوگاه ویژه‌ای برای وی در منطقه الخاروبا تأسیس کرد، سپس از آنجا به الرجمه منتقل شد، جایی که او و مبارزانی که با او بودند به ارتش عثمانی پیوستند و سرانجام به بنینا، حدود ۲۰ کیلومتری جنوب بنغازی پیوستند و در آنجا به بسیاری از مبارزان دیگر پیوستند و اردوگاه به پایگاه خود برای ترک و تغییر مکان تبدیل شد. دائماً در نیروهای ایتالیایی. عُمر مختار در این مرحله از زندگی خود با محمد الاخدار الیساوی همراه بود، وی روایت کرد که در طول جنگ السالوی در سال ۱۹۱۱، مبارزان لیبیایی - در حالی که با ایتالیایی‌ها می‌جنگیدند - به یک مزرعه کشاورزی رفتند تا در آن پنهان شوند، و به محض رسیدن آنها، سربازان ایتالیایی شروع به شلیک گلوله‌های سنگین در جهت کردند. میدان برای کشتن آنها بود، و در حالی که آنها در این شرایط بودند، گودالی کم در مزرعه پیدا کردند، و آنها به عُمر مختار توصیه کردند که برای پوشاندن گلوله‌ها در آن وارد شود، اما او به شدت امتناع ورزید، بنابراین او را برخلاف میل خود تحت فشار قرار دادند و داخل آن آوردند، و او در تمام مدت جنگ تلاش می‌کرد تا از آن خارج شود در حالی که آنها با زور مانع او شدند.
در سال ۱۹۱۲، جنگ‌های بالکان آغاز شد، امپراتوری عثمانی مجبور به انعقاد پیمان صلح با ایتالیا شد و آن را در ماه نوامبر در لوزان امضا کرد، و در نتیجه، فرمانده نیروهای عثمانی که با ایتالیایی‌ها می‌جنگیدند - عزیز بیگ الماسری - مجبور به عقب‌نشینی به آستانه شد و او ارتش عثمانی منظم را در سیرنائیکا با خود عقب کشید، ۴۰۰ سرباز این عقب‌نشینی - علی‌رغم ضرورت آن با توجه به شرایط صلح - خشم جنگجویان را برانگیخت، بنابراین آنها بر سربازان عثمانی اصرار داشتند که اسلحه‌های خود را به آنها بدهند (که با شرایط صلح مغایرت دارد)، بنابراین آنها نپذیرفتند، و هنگامی که جنگجویان ناامید شدند، آنها به سمت عثمانی تیراندازی کردند و جنگی درگرفت که هر دو طرف تلفات زیادی دادند. اوضاع بدتر شد، عمر مختار برای حل و فصل درگیری اعزام شد، بنابراین او درگیر مبارزان شد و موفق شد آنها را ترغیب به بازگشت کند و ایده جنگ با عثمانی را کنار بگذارد. عمر مختار تا زمان ورود احمد الشریف سنوسی به درنا در ماه مه سال ۱۹۱۳ مطابق با جمادا الاخیرا در سال ۱۳۳۱ هجری قمری فرماندهی نبرد با ایتالیایی‌ها را به‌طور کامل در سورینایکا حفظ کرد، بنابراین وی فرماندهی را به دست گرفت و عمر مختار کمک بزرگی به او کرد. با این حال، احمد الشریف مهاجرت کرد و سیرنائیکا را ترک کرد و شاهزاده محمد ادریس ال سنوسی فرماندهی را از او گرفت.
این دوره شاهد خشن‌ترین مراحل مبارزه با ایتالیایی‌ها بود و حملات عمر مختار به منطقه درنا متمرکز بود. نمونه این حملات نبرد مهمی است که در روز جمعه ۱۶ مه ۱۹۱۳ رخ داد که به مدت دو روز ادامه داشت و با کشته شدن ۷۰ سرباز ایتالیایی و زخمی شدن حدود ۴۰۰ نفر دیگر به پایان رسید. در ۶ اکتبر همان سال، نبرد بو شمال در منطقه عین مارا و در فوریه ۱۹۱۴ نبردهای ام شاخناب، شالیتا و زوئیتینا رخ داد. عمر مختار در حملات خود به ایتالیایی‌ها بین مناطق زاویات القصور نقل مکان کرد تا اینکه در سپتامبر ۱۹۱۳، هنگامی که به اردوگاه‌های جبل العبید نقل مکان می‌کرد، به دست ایتالیایی‌ها افتاد، زیرا به‌طور مکرر با قبایل منطقه دفنا ارتباط برقرار می‌کرد. در این دوره، مقاومت لیبی در نتیجه خشکسالی که این کشور را در طی سالهای ۱۹۱۳ تا ۱۹۱۵ گرفتار شد، کاهش یافت، سپس ایتالیایی‌ها در ژوئیه ۱۹۱۴ بیشتر مناطق حیاتی را در مرکز و شمال سورنائیکا تصرف کردند. مختار، بعداً برای از سرگیری کمک به ادریس السنوسی در جنگ با ایتالیایی‌ها به لیبی بازگشت.
در آغاز تابستان ۱۹۱۶، ادریس السنوسی - که از طرف احمد امور را در سورنائیکا عهده‌دار می‌شد - عمر مختار را مأمور کرد تا با خالد الحمری و ابراهیم المصراطی به ال باتان برود، برای دیدار با نوری پاشا (معاون احمد الشریف و نماینده دولت عثمانی در سورنائیک) و جلوگیری از ضرورت وی انگلیسی‌ها در مصر باید او را نیز تماشا می‌کردند تا اطمینان حاصل کنند که وی این دستورها را نقض نکرده است. این امر نوری پاشا را آزار می‌داد، بنابراین او تصمیم گرفت با دستیاران ارشد خود مانند عبدالرحمن اعظم به اجدابیا برود تا با ادریس تفاهم کند، در حالی است که عمر مختار با بقیه نمایندگان در اردوگاه البتنان در انتظار راهنمایی بود.
در اجدابیا، ادریس علی‌رغم اصرار فراوان نوری پاشا، از تصمیم خود عقب‌نشینی کرد و در حالی که چنین بود، هیئتی از ایتالیایی‌ها و انگلیسی‌ها وارد شهر شدند و آنها با ادریس در منطقه زوئیتینا دیدار کردند و آنها مذاکره در مورد یک قرارداد صلح و توقف حملات مقاومت علیه انگلیسی‌ها در مصر از یک طرف و ایتالیایی‌ها در سیرنائیکا از طرف دیگر. ادریس به صلح گرایش داشت، بنابراین با این پیشنهاد موافقت کرد و آن امضای پیمان زوئیتینا بود که اساساً تمام معاهدات بعدی در جنگ لیبی را تحت تأثیر قرار داد. عزیمت نوری پاشا به مصراته برای از سرگیری مقاومت و پراکندگی بیشتر افرادش در سراسر کشور، یکی از نتایج آن بود.
محمد ادریس نیز پس از سقوط و تصرف طرابلس (پایتخت) توسط ایتالیایی‌ها، در ژانویه ۱۹۲۳ مجبور شد به مصر مهاجرت کند و عمر مختار برای فرماندهی رزمندگان در سورنائیکا بازگشت. عمر مختار همچنان مردم کوه سبز را به جنگ فراخواند و آنها را علیه ایتالیایی‌ها بسیج کرد و درهای داوطلبانه را برای پیوستن به مبارزه با آنها باز کرد و کمیته ای با افراد برجسته از قبایل مختلف کوه همراه او قرار گرفت. او از روش حملات و جنگهای چریکی پیروی می‌کرد، در هر حمله ۱۰۰ تا ۳۰۰ نفر را با خود می‌برد، حمله می‌کند و سریعاً عقب می‌کشید، و هرگز از کل افراد خود در حدود ۱۰۰۰ نفر مسلح به اسلحه‌های سبک بیش از ۶۰۰۰ نفر فراتر نمی‌رفت، و این آغاز جنگ وحشیانه بین عمر مختار و ایتالیایی‌ها بود، این جنگ که ۲۲ سال به طول انجامید و به جز با دستگیری و اعدام مختار پایان‌یافت.

## چریک
عمر مختار خود را از معلم قرآن به مجاهدی بدل کرد که به خاطر دین و کشورش جنگید تا اشغالگری را علیه آن تحت فشار قرار دهد؛ و او هنگام جنگ با فرانسوی‌ها در چاد تجربه زیادی در روش‌ها و تاکتیک‌های جنگ‌های صحرا به‌دست آورده بود و قبلاً از جغرافیای صحرا، مسیرها، مسیرها و همه چیز مربوط به آن آگاهی داشت، بنابراین از این دانش و این تجربه استفاده می‌کرد تا همیشه هنگام مقابله با سربازان ایتالیایی که با جنگ‌های صحرا آشنا نبودند و به سختی آن عادت نداشتند، همیشه یک مزیت به‌دست‌آورد؛ و آنها را خشک کنید. مختار افراد خود را در لشکرکشی‌های سریع علیه گردانهای نظامی ایتالیا هدایت می‌کرد، آنها را با ضربات دردناک می‌زد، و سپس به سرعت به قلب صحرا عقب می‌رفت. مجاهدین لیبی برای حمله به پادگان نظامی در حومه کویر، قرار دادن کاروان در پشت کاروان در کمین و قطع مسیرهای حمل و نقل و حمل و نقل ارتش ایتالیا تلاش کردند و این حملات بیش از یک بار مقامات نظامی ایتالیا را مبهوت کرد و ارتش ایتالیا را در مقابل افکار عمومی در کشورش خجالت زده کرد وی موفق شد جنبش برخی از شورشیان بدآموز آموزش دیده را سرکوب‌کند.
در سال ۱۹۲۲، و رهبر جنبش سنوسی، ادریس ال سنوسی، با ایتالیا صلح کرد، و عمر مختار و بقیه شیوخ قبایل و رهبران جنبش از این که این را بدانند عصبانی شدند و سندی را به وی ارائه دادند که در آن با او به عنوان رهبر خود بیعت کنند، به شرطی که این فقط برای جهاد علیه ایتالیایی‌ها باشد. ادریس چاره ای جز پذیرش بیعت نداشت، جز اینکه فردای آن روز بلافاصله با ادعای بیماری و نیاز به معالجه به مصر سفر کرد و بعداً مشخص شد که عمر مختار در آنجا به ملاقات او آمد که حال وی خوب است. اما پس از عزیمت ادریس، و با شروع جنگ دوباره در منطقه، مسئولیت تمام رهبری بر دوش عمر مختار است، بنابراین وی با جمع‌آوری پول و اسلحه، تحریک قبایل و ریاست حملات و حملات علیه ایتالیایی‌ها در سیرنائیکا، رهبر جنبش جهاد در منطقه کوه سبز شد.

## سفر به مصر
عمر مختار، در مارس ۱۹۲۳ به همراه علی پاشا العبیدی به مصر سفر کرد تا نتیجه کار خود را به شاهزاده محمد ادریس گزارش دهد و دستورها لازم را از وی دریافت کند. وی از مرزهای مصر عبور کرد و توانست با شاهزاده ادریس در هلیوپولیس ملاقات کند. در مصر، گروهی از قبیله منفه، که قبیله ای است که او به ایشان تعلق دارد، نزد او آمدند و آنها به منظور استقبال از وی در مصر حضور داشتند. مختار از ملاقات با آنها امتناع ورزید و گفت که با افرادی که وی را ترد کرده و او را تحریم کرده‌اند، ملاقات نخواهد کرد. به محض اطلاع شاهزاده ادریس از آنچه عمر مختار با افراد قبیله خود که به نزد وی آمده بودند اطلاع یافت، دستور ملاقات با آنها را صادر کرد و مختار دستور وی را اجرا کرد. همچنین ایتالیا از طریق مأموران خود در مصر سعی در برقراری ارتباط با عمر مختار داشت و به وی پیشنهاد داد در صورتی که تعهد بدهد در شهر بنغازی یا المرج و در خانه خود تحت مراقبت ایتالیا سکونت گزیده و سکوت کند به وی کمک خواهد کرد و دولت رُم آماده است تا عمر مختار را به عنوان شخص اول در تمام لیبی و قهرمان ملی معرفی کند. تا او نیز مانند شخصیت‌های بزرگی که از جایگاه خود در ایتالیا در طرابلس غربی و بنغازی لذت می‌برند، در رفاه کامل باشد و اگر او می‌خواهد در مصر بماند نیز فقط لازم است تا متعهد شود که ابتدا به مصر پناهنده شود و رابطه خود را با ادریس ال سنوسی قطع کند، و در مقابل دولت رم متعهد می‌شود که علاوه بر دادن تضمین‌های لازم حقوق زیادی به او داده تا بتواند زندگی راحتی داشته باشد و به مختار قول داد همه کارها بدون سر و صدا و کاملاً محرمانه انجام خواهد شد، تا اطمینان خاطر عمر مختار فراهم شود، همچنین از او خواستند که به مردم توصیه کند ایده ایستادن در برابر ایتالیا را کنار بگذارند. حتی پس از عزیمت عمرمختار به شهر سورنائیکا ایتالیایی‌ها پیشنهاد خود را چندین بار تکرار کردند، اما او هیچ‌کدام از پیشنهادها را نپذیرفت و بر جهاد و جنگ با اشغالگران خارجی اصرار ورزید. هنگامی که مختار نزد شاهزاده ادریس در مصر بود جزئیات برنامه ای را دریافت کرد که بر اساس آن مجاهدین باید در جنگ با ایتالیایی‌ها بر اساس تشکیل اردوها ، انتخاب فرماندهان مناسب برای گروه‌ها اهتمام ورزیده و رهبری عالی با خود عمر مختار باشد، امیر دستورالعملی را به این خاطر در اختیار او گذاشت و توافق شد که امیر برای انجام کارهای سیاسی، رسیدگی به امور مهاجران و تحت فشار قرار دادن دولت مصر و انگلیس در مصر باقی بماند و اجازه دهد تا در صورت نیاز مجاهدین به مصر پناهنده شوند، و وی با تأمین همه کمک‌های احتمالی مصر بر تأمین نیازهای مجاهدین نظارت کند و دستورالعمل‌ها و مهمات لازم را برای نیروهای عمر مختار در کوه ارسال کند. التواتی البراسی، رابط میان امیر و رهبر جهاد تعیین، و بعد از این توافقات عمر مختار قاهره را به مقصد سلوم در برکا ترک کرد.

## نبرد بئر الغبی
ایتالیایی‌ها حرکات عمر مختار را ردیابی می‌کردند و منتظر اولین فرصت برای حذف وی و فروپاشی انقلاب بودند. در بازگشت از مصر به سیرنائیکا، او و همراهانش از مکانی به نام بئر الغبی (چاه احمقها) گذشتند و هفت دستگاه خودروی زرهی ایتالیایی به آنها حمله‌ور شدند و آنها را محاصره کردند، بنابراین مختار و کسانی که همراه او بودند آنها را هدف شلیک قرار دادند و آنها کمی به یک استراحتگاه نزدیک عقب‌نشینی کردند و سپس سریع با حمل پشم بازگشتند؛ و آنها برای محافظت از خود در برابر گلوله‌ها، پشم گوسفندان را در جلوی خود قرار دادند، بنابراین مجاهدین دوباره شلیک کردند تا این که بخشی از آنها فرار کرد و دیگری کشته شد، و تمام وسایل نقلیه زرهی سوزانده شد به جز شخصی که موفق به فرار شد.

## مرحله مذاکره
در سپتامبر ۱۹۲۷، جمعیت به الزاویه، مارسا برگا، گالو و اوجلا حمله کردند و ایتالیایی‌ها را متحمل شد و مقاومت مجاهدین در جبل الاخضار با وجود اشغال اقیانوس‌ها از واحه‌های مهم و مراکز سنوسی شدت گرفت، و در اواخر ژانویه ۱۹۲۸ دو نیروی ایتالیایی به رهبری گرازیانی به سمت فزان حرکت کردند. بر روی آنچه از آنها باقی مانده بود، وقتی این خبر به گوش عمر مختار رسید، وی با مردان خود برخاست و خود را در مکانی بین دو کوه معروف به کوه‌های سیاه مستقر کرد. پشت سر آنها بسیاری از غنائم و غارتها. دیگر برای ایتالیایی‌ها تجدیدنظر در برنامه‌های خود اجتناب ناپذیر بود که منجر به بحران بزرگی در رم شد و دولت شروع به بحث و گفتگو در مورد راه‌های سرکوب مقاومت و تهیه نقشه‌های سیاسی جدیدی کرد که ضروری می‌داند آنها را هم در سیرنائیکا و هم در طرابلس در غرب رعایت کند. اقدامات نظامی در باقیمانده سال ۱۹۲۸ متوقف شد، پس از آنکه دولت فهمید ادامه عملیات نظامی علیه مجاهدین هیچ معنایی ندارد. جنگ برای مدت طولانی ادامه خواهدداشت. "
در طی ماه دسامبر سال ۱۹۲۸، فدرزونی، وزیر استعمار ایتالیا، دبونو، فرماندار طرابلس غربی، و ترروزی، فرماندار سیرنائیکا استعفا دادند. دیبونو به عنوان وزیر مستعمرات منصوب شد، موسولینی اتحاد دولت در دو کشور لیبی را اعلام کرد، و مارشال بادوگلیو به عنوان فرماندار طرابلس، غرب و سیرنائیکا منصوب شد. بدوگلیو در آغاز ژانویه ۱۹۲۹ وظایف خود را به عهده گرفت و برای تقویت مراکز اشغالی و از بین بردن مقاومت لیبی ابتدا بر اساس کسب وقت و سپس کار آهسته برنامه ای را دنبال کرد، بنابراین ارتش را به اندازه کافی برای انجام جنگ‌های چریکی کاهش داد و سعی کرد با هزینه‌های خود وجهه دولت را حفظ کند. بودجه موجود برای تخمگذار جاده‌ها در کوه سبز، تسهیل حرکت نظامی برای وی، در تدارک حمله گسترده و گسترده به مجاهدین که آنها را از بین می‌برد. فقط مورد نیاز است.

## میراث
از عمر مختار در لیبی به عنوان «قهرمان ملی» یاد می‌شود. در سال ۲۰۱۱، هنگامی‌که اولین جرقه‌های انقلاب لیبی در ۱۷ فوریه زده شد، انقلابیون لیبی در تظاهرات‌های خیابانی خود تصاویر عمر مختار را با خود حمل می‌کردند.

## مذاکرات صلح در سیدی ارحومة
در اواسط فوریه سال ۱۹۲۹، نیروهای مجاهدین از کوه هاروج فرود آمدند تا از یک طرف به نوفلیه و از طرف دیگر به اژدابیا حمله کنند، بنابراین آنها ملاقات کردند و سپس سه لشکر را تقسیم کردند، یکی از آنها در نبرد در قاره سوئد در ۵ مارس با ایتالیایی‌ها پیوست و دسته دوم در یک نبرد بزرگ در نوفالیه در آنها با آنها درگیر شد. ۱۴ مارس، و سومین در ۲۳ مارس به طرف العقیله حرکت کردند، و مجاهدین در جبل سلطان مستقر شدند، اما اگر مجبور به عقب‌نشینی در مقابل نیروهای بزرگ ایتالیایی به سمت وادی الفارق شوند، مدت زیادی نمی‌ماند. این اقدامات بیشترین تأثیر را در متقاعد کردن Badoglio به ضرورت کار فوری داشت تا مجاهدین را در مذاکره وادار کند، اگر می‌خواست برنامه گسترده خود را عملی کند. وی از یکی از رهبران نظامی، سرهنگ باریلا، خواست که عمر مختار را از ملاقات با وی برای مذاکره در مورد صلح مطلع کند. یک تاریخ برای جلسه بدون انتظار برای پاسخ مختار، زیرا او می‌خواست از اطمینان مجاهدین برای نزدیک شدن به آغاز مذاکرات و مشغله آنها با عید سعید فطر استفاده کند، بنابراین ایتالیایی‌ها هنگام انجام نماز عید فریاد می‌زدند، اما مختار و افرادش دوباره از جواب ایتالیایی‌ها به دروغ گفتند. در مواجهه با این واقعیت، بادوگلیو مدیر منطقه درنا به نام «دودیاچی» را موظف کرد مذاکرات با عمر مختار و همراهانش را آماده کند. وی با مجاهدین تماس گرفت و به مختار پیشنهاد داد که جلسه در تاریخ ۲ مارس در خانه علی پاشا العبیدی برگزار شود تا در مورد مسئله آشتی گفتگو کند، اما جلسه تا ۲۰ مارس ادامه داشت. همان‌طور که مختار شرط کرده بود که دولت ایتالیا باید نیت خیر خود را نشان دهد، با آزادی آقای محمد الرضا و بازگرداندن وی به آرامی از تبعید، و او ملاقات با هیچ مقام ایتالیایی را قبل از آن نمی‌پذیرفت.
با رسیدن به توافق، عمر مختار با نماینده دولت، دودیاچی، در خانه علی العبیدی دیدار کرد و تعداد زیادی از شیوخ و افراد برجسته کشور حضور داشتند، سپس مذاکره به هفته بعد موکول شد و جلسه دیگری در صنیعت القباب برگزار شد و مذاکره کنندگان نتوانستند به نتیجه مطلوبی برسند. مختار برگشت و در ۶ آوریل در جبل الاخدار در شیلیونی با باریلا ملاقات کرد و مذاکره کنندگان به نتیجه‌ای نرسیدند و در ۲۰ آوریل گفتگوها با حضور تعدادی از بزرگان و بزرگان به چاه غار در دره قصور بازگشتند و در طی آن عمر مختار کمیسار دولت ایتالیا انتخاب دو گزینه را برای انتخاب دو گزینه انتخاب کرد: یا به مصر یا ماندن در Cyrenaica. اگر او از ماندن در Cyrenaica راضی باشد، دولت به او حقوق زیادی پرداخت می‌کند و با احترام با او رفتار می‌کند، اما مختار قاطعانه این شرایط را رد می‌کند. مذاکرات این بار در محلی به نام کندولا در حوالی سیدی روئفا از سر گرفته شد و در این جلسه تعدادی از افسران ارشد شرکت داشتند که مصمم بودند در این حادثه مختار و خانواده وی را به دام بیندازند، اما آنها به امور رسیدگی کرده بودند و این جلسه نتیجه‌ای نداشت. در تاریخ ۲۶ مه، مذاکرات دوباره آغاز شد و مختار به مکانی نزدیک به قباقاب آمد. در این جلسه، هیئت ایتالیایی فرمولی قابل گزارش برای شرایط ایتالیا ارائه کرد که مهم‌ترین آنها تحویل نیمی از سلاح‌هایشان برای مجاهدین در ازای دریافت هزار پوند برای تفنگ بود و نیمی دیگر از مجاهدین که سلاح‌های خود را نگه داشتند برای مدت زمانی در سازمان‌های ایجاد شده توسط دولت قرار گرفتند تا توافق شود تا مکان مناسب برای محل سکونت، تأمین و کنترل آنها آماده شود. این شرایط برای لیبیایی‌ها هرگونه حق سیاسی است و مختار آنها را به شدت رد کرد. وی همچنین با ایده خلع سلاح مجاهدین مخالفت کرد. جلسه سوم با حضور تعدادی از رهبران مقاومت و تعدادی از افراد برجسته و در کاندولا برگزار شد. در این جلسه، مختار تردیدهای خود را در مورد اهداف ایتالیا پنهان نکرد، بنابراین او خواستار حضور ناظران از مصر و تونس شد تا شاهد توافق حاصل شود، و ده شرط مصالحه با ایتالیا را از در میان آنها - و برابری بین لیبیایی‌ها و شهرک‌نشینان ایتالیایی، علاوه بر حضور ناظران - تضمین حقوق دینی و فرهنگی را با اجازه دادن به آموزش اسلام، زبان عربی و حقوق سیاسی با اجازه دادن به مردم برای انتخاب دولت علاوه بر گذاشتن سلاح در دست شهروندان لیبیایی. شاهدان عینی می‌گویند که این جلسه با صدای بلند بود و اتهامات رد و بدل شد، اما توافق شد که عمر مختار با سرلشکر سیشلیانی، معاون فرماندار در سورنائیکا دیدار کند، و این جلسه در ۳ ژوئن ۱۹۲۹ برگزار شد. به نظر می‌رسد اولین تیم سیسیلی مختار را متقاعد کرد که دیدار وی با فیلد مارشال بادوگیو ممکن است مفید و مثمر ثمر باشد، و توافق شد که این دیدار در سیدی ارهوما در نزدیکی از چمنزار ۱۹ ژوئن.
دیدار تاریخی بین حاکم کل لیبی و رهبر انقلاب در بارقه در مکان و زمان مشخص برای مذاکره برای صلح در مناطق لیبی انجام شد و عمر مختار در راس چهارصد رزمنده‌ای که منطقه را محاصره کرده بودند به سیدی آرهوما رسید و اقدامات احتیاطی امنیتی را برای حفظ رهبر خود انجام داد و بادوگیلو و همرزمانش با چهار ماشین وارد شدند. آنها با انبوهی از افسران ارشد، ارتش، پلیس و کارمندان دولت همراه هستند. در این جلسه، مجاهدین شرایط خود را که بادوگلیو دریافت کرد قرائت کرد و قول داد آنها را به مافوق خود تحویل دهد. بحث در مورد صلح و امتیازاتی بود که توسط هر یک از دو طرف انجام شد. فیلد مارشال بادوگیلو پیشنهاد آتش‌بس برای مدت دو ماه را داد که در آن همه عملیات‌های نظامی متوقف می‌شود زیرا ممکن است مذاکرات مدتی طول بکشد و باید در یک فضای آرام انجام شود و مختار موافقت کرد. بر روی آن. این دیدار به روشی دوستانه به پایان رسید و دو طرف هدیه رد و بدل کردند. بادوگلیو ساعت‌های طلایی را به دستیاران عمر مختار توزیع کرد و دومی یک اسب اصیل عربی به بادوگلیو داد و عکسهای یادبود مذاکره‌کنندگان در وسط عمر مختار و بادوگیو گرفته شد. ملاقات عمر مختار با بادوگیلو نظیر به نظیر بود. کانیگاری، نویسنده ایتالیایی، جلسه را توصیف کرد و گفت: «عمر مختار محاصره شوالیههایش شد، همان‌طور که پیروزی که می‌آید شرایط خود را برای شکست خورده‌ها حکم کند، می‌رسد.»
توافق شد که جلسه جدیدی در تاریخ ۲۶ ژوئیه در سیدی رویفا بین عمر مختار و سیسیلی برگزار شود، بنابراین عمر مختار قول تالیان را مبنی بر توافق با ده شرط وی به وی یادآوری کرد، اما سیچلیانی اظهار داشت که توافق فقط در بنغازی منعقد می‌شود و عمر مختار موافقت کرد. المخار الحسن بن ریدا سنوسی معاون خود را فرستاد، بنابراین الحسن به مدت ۱۵ روز در بنغازی ماند و پس از امضای پیمان نامه ای که کاملاً متفاوت از شرایطی بود که مختار در ابتدا با ایتالیایی‌ها توافق کرده بود، از جمله اعطای اختیارات به دولت ایتالیا برای قرار دادن افراد عمر مختار در یک اردوگاه ویژه، به وی بازگشت. آنها آنها را هر زمان و هر طور که بخواهند جابجا می‌کنند و اسلحه‌های خود را هر طور که بخواهند تغییر می‌دهند و تحت فرماندهی یک افسر ایتالیایی قرار می‌دهند و حقوق ماهانه آنها را می‌پردازند، و حتی می‌تواند آنها را در صورت لزوم آزاد کند، و همچنین دولت حقوق ماهانه مختار و حسن را با محل اقامت پرداخت می‌کند. عمر مختار این شرایط را به‌طور کامل رد کرد، و به الحسن گفت: «پسرم، من تو را با لذت‌های فانی دنیا فریب داده‌ام.» سپس او به حاضران گفت، «من از این شرایط راضی نیستم، و ترجیح می‌دهم از گرسنگی و تشنگی بمیرم، و خودم و برادرانم را به دست ایتالیایی‌ها نمی‌اندازم که به خواست خودمان رفتار می‌کنند.» و او حاضر نشد بقیه حاضران شرایط را داشتند، سپس حسن عصبانی شد، و او از کسانی که او را پشتیبانی می‌کردند خواست تا در کنار او بایستند، بنابراین ۳۰۰ مرد در کنار او ماندند، و به نزد ایتالیایی‌ها در بنغازی رفتند و از آن زمان روابط عمر مختار با حسن بن ریدا قطع‌شد.
Badoglio از سیدی ارهوما به بنغازی بازگشت و همه را متحیر کرد، زیرا او با اتصال به رم اعلام کرد که عمر مختار و افرادش تسلیم شده‌اند بدون اینکه شرایط تسلیم را ذکر کنند. بر اساس فشار مردان وی که از جنگ، محرومیت و سختی‌ها خسته شده بودند و مردم لیبی از این خبر متعجب شده بودند و عمر مختار از همه بیشتر مبهوت بود. آنها در انتظار ادامه پاسخ ایتالیا در مورد ادامه مذاکرات هستند، اما ایتالیایی‌ها Badoglio را باور کردند و با تسلیم شدن و انتظار طولانی خود منتظر رسیدن عمر مختار به بنغازی بودند و مجاهدین حتی یک اسلحه تحویل‌ندادند.

## فیلم‌های مرتبط
مصطفی عقاد کارگردان هالیوودی با الهام از زندگی و مبارزات ضد استعماری عمر مختار، فیلم شیر صحرا را در سال ۱۹۸۱ با هنرپیشگی آنتونی کوئین ساخت.